# Titularbistum Oppidum Consilinum
Oppidum Consilinum (ital.: Sala Consilina) ist ein Titularbistum der römisch-katholischen Kirche.
Es geht zurück auf einen Bischofssitz in der Stadt Sala Consilina, die sich in der italienischen Region Kampanien befindet. Der Bischofssitz war der Kirchenprovinz Salerno zugeordnet.
| Titularbischöfe von Oppidum Consilinum |                                                   |                                                               |                  |                   |
| Nr.                                    | Name                                              | Amt                                                           | von              | bis               |
| 1                                      | Pieter Antoon Nierman                             | emeritierter Bischof von Groningen (Niederlande)              | 21. Mai 1969     | 29. November 1970 |
| 2                                      | Ramón Mantilla Duarte CSsR                        | Apostolischer Vikar von Sibundoy (Kolumbien)                  | 16. Januar 1971  | 26. April 1977    |
| 3                                      | Ugo Eugenio Puccini Banfi                         | Weihbischof in Barranquilla (Kolumbien)                       | 9. Dezember 1977 | 4. Dezember 1987  |
| 4                                      | Gerard Bernacki                                   | Weihbischof in Kattowitz (Volksrepublik Polen/Republik Polen) | 18. März 1988    | 21. Dezember 2018 |
| 5                                      | Luigi Roberto Cona Titularerzbischof pro hac vice | Apostolischer Nuntius                                         | 26. Oktober 2022 |                   |